# 2021年の宝塚歌劇公演一覧
本項目では2021年の宝塚歌劇公演一覧（2021ねんのたからづかかげきこうえんいちらん）について示す。

## 宝塚大劇場公演

### 雪組
- 1月1日 - 2月8日
  - 『fff－フォルティッシッシモ－』～歓喜に歌え！～（作・演出／上田久美子）
  - 『シルクロード～盗賊と宝石～』（作・演出／生田大和）
  - 公演案内

### 星組
- 2月14日 - 3月29日
  - 『ロミオとジュリエット』（潤色・演出／小池修一郎、演出／稲葉太地）
  - 公演案内

### 花組
- 4月2日 - 5月10日4月25日
  - 『アウグストゥス－尊厳ある者－』（作・演出／田渕大輔）
  - 『Cool Beast!!』（作・演出／藤井大介）
  - 公演案内

### 月組
- 5月15日 - 6月21日
  - 『桜嵐記（おうらんき）』（作・演出／上田久美子）
  - 『Dream Chaser』（作・演出／中村暁）
  - 公演案内

### 宙組
- 6月26日 - 8月2日
  - 『シャーロック・ホームズ－The Game Is Afoot!－』～サー・アーサー・コナン・ドイルの著したキャラクターに拠る～（作・演出／生田大和）
  - 『Délicieux（デリシュー）!－甘美なる巴里－』（作・演出／野口幸作）
  - 公演案内

### 雪組
- 8月7日 - 9月13日
  - 『CITY HUNTER』－盗まれたXYZ－（原作／北条司「シティーハンター」、脚本・演出／齋藤吉正）
  - 『Fire Fever!』（作・演出／稲葉太地）
  - 公演案内

### 星組
- 9月18日 - 11月1日
  - 『柳生忍法帖』（原作／山田風太郎「柳生忍法帖」、脚本・演出／大野拓史）
  - 『モアー・ダンディズム!』（作・演出／岡田敬二）
  - 公演案内

### 花組
- 11月6日 - 12月13日
  - 『元禄バロックロック』（作・演出／谷貴矢）
  - 『The Fascination（ザ ファシネイション）!』-花組誕生100周年 そして未来へ-（作・演出／中村一徳）
  - 公演案内

## 東京宝塚劇場公演

### 月組
- 2020年11月20日 - 1月3日
  - 『WELCOME TO TAKARAZUKA －雪と月と花と－』（監修／坂東玉三郎、作・演出／植田紳爾）
  - 『ピガール狂騒曲』〜シェイクスピア原作「十二夜」より〜（作・演出／原田諒）
  - 公演案内

### 宙組
- 1月8日 - 2月21日
  - 『アナスタシア』（潤色・演出／稲葉太地）

### 雪組
- 2月26日 - 4月11日
  - 『fff－フォルティッシッシモ－』～歓喜に歌え！～（作・演出／上田久美子）
  - 『シルクロード～盗賊と宝石～』（作・演出／生田大和）
  - 公演案内

### 星組
- 4月16日 - 5月23日4月25日、5月11日 - 5月23日
  - 『ロミオとジュリエット』（潤色・演出／小池修一郎、演出／稲葉太地）
  - 公演案内

### 花組
- 5月28日 - 7月4日
  - 『アウグストゥス－尊厳ある者－』（作・演出／田渕大輔）
  - 『Cool Beast!!』（作・演出／藤井大介）
  - 公演案内

### 宙組
- 8月21日 - 9月26日
  - 『シャーロック・ホームズ－The Game Is Afoot!－』～サー・アーサー・コナン・ドイルの著したキャラクターに拠る～（作・演出／生田大和）
  - 『Délicieux（デリシュー）!－甘美なる巴里－』（作・演出／野口幸作）
  - 公演案内

### 雪組
- 10月2日 - 11月14日
  - 『CITY HUNTER』－盗まれたXYZ－（原作／北条司「シティーハンター」、脚本・演出／齋藤吉正）
  - 『Fire Fever!』（作・演出／稲葉太地）
  - 公演案内

### 星組
- 11月20日 - 12月26日
  - 『柳生忍法帖』（原作／山田風太郎「柳生忍法帖」、脚本・演出／大野拓史）
  - 『モアー・ダンディズム!』（作・演出／岡田敬二）
  - 公演案内

## バウホール公演

### 花組
- 1月28日 - 2月7日
  - 『PRINCE OF ROSES－王冠に導かれし男－』（作・演出／竹田悠一郎）
  - 公演案内

### 月組
- 3月7日 - 3月23日
  - 『幽霊刑事（デカ）～サヨナラする、その前に～』（原作／有栖川有栖（幻冬舎文庫刊「新版 幽霊刑事」）、脚本・演出／石田昌也）
  - 公演案内

### 宙組
- 4月22日 - 5月3日4月25日
  - 『夢千鳥』（作・演出／栗田優香）
  - 公演案内

### 雪組
- 5月21日 - 6月1日
  - 『ほんものの魔法使』（原作／ポール・ギャリコ、脚本・演出／木村信司）
  - 公演案内

### 星組
- 7月1日 - 7月12日
  - 『マノン』（原作／アベ・プレヴォー、脚本・演出／中村暁）
  - 公演案内

### 月組
- 7月10日 - 8月15日
  - 『桜嵐記（おうらんき）』（作・演出／上田久美子）
  - 『Dream Chaser』（作・演出／中村暁）
  - 公演案内
- 10月7日 - 10月18日
  - 『LOVE AND ALL THAT JAZZ』…ベルリンの冬、モントリオールの春…（作・演出／谷正純）
  - 公演案内

## その他の特別公演

### 花組
- 1月9日 - 1月19日 東京国際フォーラムホールC
- 2月2日 - 2月9日 梅田芸術劇場メインホール
  - 『NICE WORK IF YOU CAN GET IT』（潤色・演出／原田諒）
  - 公演案内

### 月組
- 2月16日 - 2月28日 TBS赤坂ACTシアター
- 3月14日 - 3月21日 梅田芸術劇場シアター・ドラマシティ
  - 『ダル・レークの恋』（作／菊田一夫、監修／酒井澄夫、潤色・演出／谷貴矢）
  - 公演案内

### 宙組
- 4月10日 - 4月15日 東京建物 Brillia HALL
- 5月1日 - 5月7日 梅田芸術劇場メインホール
  - 『Hotel Svizra House ホテル スヴィッツラ ハウス』（作・演出／植田景子）
  - 公演案内

### 雪組
- 6月2日 - 6月15日 全国ツアー
  - 『ヴェネチアの紋章』（原作／塩野七生『小説イタリア・ルネサンス1　ヴェネツィア』（新潮文庫刊）、脚本／柴田侑宏、演出／謝珠栄）
  - 『ル・ポァゾン 愛の媚薬 －Again－』（作・演出／岡田敬二）
  - 公演案内

| 公演日  | 公演場所                       |
| 6月2日  | 相模女子大学グリーンホール     |
| 6月3日  | 相模女子大学グリーンホール     |
| 6月4日  | 相模女子大学グリーンホール     |
| 6月7日  | 愛媛県県民文化会館メインホール |
| 6月8日  | 愛媛県県民文化会館メインホール |
| 6月9日  | 愛媛県県民文化会館メインホール |
| 6月11日 | 愛知県芸術劇場大ホール         |
| 6月12日 | 愛知県芸術劇場大ホール         |
| 6月13日 | 愛知県芸術劇場大ホール         |
| 6月15日 | 愛知県芸術劇場大ホール         |

- 6月8日 - 6月16日 KAAT神奈川芸術劇場
  - 『ほんものの魔法使』（原作／ポール・ギャリコ、脚本・演出／木村信司）
  - 公演案内

### 星組
- 7月2日 - 7月10日 舞浜アンフィシアター
  - 『VERDAD（ヴェルダッド）!!』—真実の音—（作・演出／藤井大介）
  - 公演案内
- 7月22日 - 7月28日 KAAT神奈川芸術劇場
  - 『マノン』（原作／アベ・プレヴォー、脚本・演出／中村暁）
  - 公演案内
- 7月9日 - 7月15日 梅田芸術劇場シアター・ドラマシティ
- 7月21日 - 7月29日 東京芸術劇場プレイハウス
  - 『婆娑羅（ばさら）の玄孫（やしゃご）』（作・演出／植田紳爾）
  - 公演案内

### 花組
- 8月16日 - 8月24日 KAAT神奈川芸術劇場
- 9月2日 - 9月10日 梅田芸術劇場シアター・ドラマシティ
  - 『銀ちゃんの恋』～銀ちゃん、本日も反省の色なし～（原作／つかこうへい「蒲田行進曲」、潤色・演出／石田昌也）
  - 公演案内
- 8月25日 - 9月14日 全国ツアー
  - 『哀しみのコルドバ』（作／柴田侑宏、演出／樫畑亜依子）
  - 『Cool Beast!!』（作・演出／藤井大介）
  - 公演案内

| 公演日  | 公演場所                             |
| 8月25日 | 梅田芸術劇場メインホール             |
| 8月26日 | 梅田芸術劇場メインホール             |
| 8月27日 | 梅田芸術劇場メインホール             |
| 8月28日 | 梅田芸術劇場メインホール             |
| 8月29日 | 梅田芸術劇場メインホール             |
| 9月1日  | 東海市芸術劇場                       |
| 9月2日  | 日本特殊陶業市民会館フォレストホール |
| 9月3日  | 日本特殊陶業市民会館フォレストホール |
| 9月4日  | 日本特殊陶業市民会館フォレストホール |
| 9月5日  | 日本特殊陶業市民会館フォレストホール |
| 9月7日  | 金沢歌劇座                           |
| 9月8日  | オーバード・ホール                   |
| 9月10日 | 神奈川県民ホール                     |
| 9月11日 | 神奈川県民ホール                     |
| 9月12日 | 神奈川県民ホール                     |
| 9月13日 | 神奈川県民ホール                     |
| 9月14日 | 神奈川県民ホール                     |

### 月組
- 10月11日 - 11月3日 博多座
  - 『川霧の橋』－山本周五郎作「柳橋物語」「ひとでなし」より－（原作／山本周五郎、脚本／柴田侑宏、演出／小柳奈穂子）
  - 『Dream Chaser　－新たな夢へ－』（作・演出／中村暁）
  - 公演案内

### 宙組
- 11月13日 - 11月18日 梅田芸術劇場シアター・ドラマシティ
- 11月30日 - 12月7日 東京建物 Brillia HALL
  - 『プロミセス、プロミセス』（翻訳・演出／原田諒）
  - 公演案内
- 11月21日 - 12月9日 全国ツアー
  - 『バロンの末裔』（作・演出／正塚晴彦）
  - 『アクアヴィーテ（aquavitae）！！』～生命の水～（作・演出／藤井大介）
  - 公演案内

| 公演日   | 公演場所                   |
| 11月21日 | 梅田芸術劇場 メインホール  |
| 11月22日 | 梅田芸術劇場 メインホール  |
| 11月25日 | 熊本城ホール メインホール  |
| 11月27日 | 宝山ホール                 |
| 11月28日 | 宝山ホール                 |
| 11月30日 | 長崎ブリックホール         |
| 12月1日  | 佐賀市文化会館 大ホール    |
| 12月3日  | 福岡市民会館               |
| 12月4日  | 福岡市民会館               |
| 12月5日  | 福岡市民会館               |
| 12月8日  | 沖縄コンベンションセンター |
| 12月9日  | 沖縄コンベンションセンター |